# 24 Hours of Daytona 2023

Tor Daytona International Speedway (nitka road course)

24 Hours of Daytona 2023 (Rolex 24 at Daytona 2023) – długodystansowy wyścig samochodowy, który odbył się w dniach 28–29 stycznia 2023 roku. Był on pierwszą rundą sezonu 2023 serii IMSA SportsCar Championship.

## Uczestnicy
W tym wyścigu zadebiutowały następujące auta LMDh: Acura ARX-06, BMW M Hybrid V8, Cadillac V-LMDh oraz Porsche 963. Spośród aut GT3 zadebiutowały: Ferrari 296 GT3, Porsche 911 GT3 R (992) oraz Lamborghini Huracán GT3 Evo 2.
W załodze #53 MDK Motorsports miał wystąpić Kevin Magnussen, jednak z powodu zabiegu usnięcia torbieli z ręki, nie mógł wziąć udziału w wyścigu i zastąpił go Jason Hart.
W załodze #57 Winward Racing Lucas Auer został zastąpiony przez Daniela Morada. Podczas pierwszego treningu weekendu wyścigowego Auer stracił kontrolę nad autem w zakręcie numer 1 i uderzył w ścianę. W wyniku tego wypadku odniósł kontuzję w odcinku lędźwiowym kręgosłupa.

## Harmonogram
| Dzień                    | Godzina                  | Sesja                          | Długość                  |
| Roar Before The Rolex 24 | Roar Before The Rolex 24 | Roar Before The Rolex 24       | Roar Before The Rolex 24 |
| ------------------------ | ------------------------ | ------------------------------ | ------------------------ |
| Piątek, 20 stycznia      | 11:00                    | Pierwsza sesja treningowa      | 90 minut                 |
| Piątek, 20 stycznia      | 16:15                    | Druga sesja treningowa         | 105 minut                |
| Sobota, 21 stycznia      | 11:15                    | Trzecia sesja treningowa       | 90 minut                 |
| Sobota, 21 stycznia      | 15:10                    | Czwarta sesja treningowa       | 60 minut                 |
| Sobota, 21 stycznia      | 18:30                    | Piąta sesja treningowa         | 120 minut                |
| Niedziela, 22 stycznia   | 13:25                    | Sesja treningowa dla klasy GTP | 15 minut                 |
| Niedziela, 22 stycznia   | 13:45                    | Kwalifikacje – GTD Pro i GTD   | 15 minut                 |
| Niedziela, 22 stycznia   | 14:10                    | Kwalifikacje – LMP3            | 15 minut                 |
| Niedziela, 22 stycznia   | 14:35                    | Kwalifikacje – LMP2            | 15 minut                 |
| Niedziela, 22 stycznia   | 15:00                    | Kwalifikacje – GTP             | 20 minut                 |
| Rolex 24                 |                          |                                |                          |
| Czwartek, 26 stycznia    | 11:05                    | Pierwsza sesja treningowa      | 90 minut                 |
| Czwartek, 26 stycznia    | 15:20                    | Druga sesja treningowa         | 105 minut                |
| Czwartek, 26 stycznia    | 19:15                    | Trzecia sesja treningowa       | 105 minut                |
| Piątek, 27 stycznia      | 11:20                    | Czwarta sesja treningowa       | 60 minut                 |
| Piątek, 27 stycznia      | 18:25                    | Sesja treningowa dla klasy GTP | 20 minut                 |
| Sobota, 28 stycznia      | 13:40                    | Wyścig                         | 24 godziny               |

## Roar Before The Rolex 24

### Sesje treningowe
| Klasa                          | Zespół                                   | Samochód                 | Czas           | Okr.           |
| Sesja pierwsza                 | Sesja pierwsza                           | Sesja pierwsza           | Sesja pierwsza | Sesja pierwsza |
| ------------------------------ | ---------------------------------------- | ------------------------ | -------------- | -------------- |
| GTP                            | #60 Meyer Shank Racing w/ Curb Agajanian | Acura ARX-06             | 1:35,635       | 23             |
| LMP2                           | #52 PR1 Mathiasen Motorsports            | Oreca 07                 | 1:39,167       | 29             |
| LMP3                           | #38 Performance Tech Motorsports         | Ligier JS P320           | 1:43,486       | 31             |
| GTD Pro                        | #23 Heart of Racing Team                 | Aston Martin Vantage GT3 | 1:47,064       | 26             |
| GTD                            | #44 Magnus Racing                        | Aston Martin Vantage GT3 | 1:47,004       | 23             |
| Sesja druga                    |                                          |                          |                |                |
| GTP                            | #60 Meyer Shank Racing w/ Curb Agajanian | Acura ARX-06             | 1:35,210       | 35             |
| LMP2                           | #11 TDS Racing                           | Oreca 07                 | 1:38,730       | 47             |
| LMP3                           | #36 Andretti Autosport                   | Ligier JS P320           | 1:42,926       | 36             |
| GTD Pro                        | #14 Vasser Sullivan                      | Lexus RC F GT3           | 1:47,040       | 41             |
| GTD                            | #75 Sun Energy 1                         | Mercedes-AMG GT3 Evo     | 1:47,020       | 32             |
| Sesja trzecia                  |                                          |                          |                |                |
| GTP                            | #60 Meyer Shank Racing w/ Curb Agajanian | Acura ARX-06             | 1:35,363       | 18             |
| LMP2                           | #52 PR1 Mathiasen Motorsports            | Oreca 07                 | 1:38,877       | 39             |
| LMP3                           | #36 Andretti Autosport                   | Ligier JS P320           | 1:42,653       | 35             |
| GTD Pro                        | #64 TGM/TF Sport                         | Aston Martin Vantage GT3 | 1:47,359       | 37             |
| GTD                            | #70 Inception Racing                     | McLaren 720S GT3         | 1:46,842       | 39             |
| Sesja czwarta                  |                                          |                          |                |                |
| GTP                            | #60 Meyer Shank Racing w/ Curb Agajanian | Acura ARX-06             | 1:35,038       | 31             |
| LMP2                           | #04 Crowdstrike Racing by APR            | Oreca 07                 | 1:38,633       | 32             |
| LMP3                           | #33 Sean Creech Motorsport               | Ligier JS P320           | 1:42,961       | 29             |
| GTD Pro                        | #64 TGM/TF Sport                         | Aston Martin Vantage GT3 | 1:47,309       | 28             |
| GTD                            | #44 Magnus Racing                        | Aston Martin Vantage GT3 | 1:47,276       | 21             |
| Sesja piąta                    |                                          |                          |                |                |
| GTP                            | #6 Porsche Penske Motorsports            | Porsche 963              | 1:46,206       | 29             |
| LMP2                           | #18 Era Motorsport                       | Oreca 07                 | 1:50,756       | 30             |
| LMP3                           | #87 FastMD Racing                        | Duqueine M30 - D08       | 1:55,387       | 30             |
| GTD Pro                        | #79 WeatherTech Racing                   | Mercedes-AMG GT3 Evo     | 1:57,084       | 21             |
| GTD                            | #70 Inception Racing                     | McLaren 720S GT3         | 1:57,353       | 20             |
| Sesja treningowa dla klasy GTP |                                          |                          |                |                |
| GTP                            | #7 Porsche Penske Motorsports            | Porsche 963              | 1:34,926       | 6              |

### Kwalifikacje
Pole position w każdej kategorii oznaczone jest pogrubieniem.
| Poz.   | Klasa   | Zespół                                        | Kierowca              | Czas     | Strata  | Poz. s. |
| ------ | ------- | --------------------------------------------- | --------------------- | -------- | ------- | ------- |
| 1      | GTP     | #60 Meyer Shank Racing w/ Curb Agajanian      | Tom Blomqvist         | 1:34,031 | —       | 1       |
| 2      | GTP     | #7 Porsche Penske Motorsports                 | Felipe Nasr           | 1:34,114 | +0,083  | 2       |
| 3      | GTP     | #10 Konica Minolta Acura ARX-06               | Ricky Taylor          | 1:34,198 | +0,167  | 3       |
| 4      | GTP     | #01 Cadillac Racing                           | Sébastien Bourdais    | 1:34,262 | +0,231  | 4       |
| 5      | GTP     | #02 Cadillac Racing                           | Alex Lynn             | 1:34,389 | +0,358  | 5       |
| 6      | GTP     | #31 Whelen Engineering Racing Cadillac V-LMDh | Pipo Derani           | 1:34,608 | +0,577  | 6       |
| 7      | GTP     | #24 BMW M Team RLL                            | Philipp Eng           | 1:34,723 | +0,692  | 7       |
| 8      | GTP     | #25 BMW M Team RLL                            | Nick Yelloly          | 1:34,846 | +0,815  | 8       |
| 9      | LMP2    | #52 PR1 Mathiasen Motorsports                 | Ben Keating           | 1:40,541 | +6,510  | 10      |
| 10     | LMP2    | #35 TDS Racing                                | François Heriau       | 1:41,751 | +7,720  | 11      |
| 11     | LMP2    | #11 TDS Racing                                | Steven Thomas         | 1:41,813 | +7,782  | 12      |
| 12     | LMP2    | #88 AF Corse                                  | François Perrodo      | 1:41,942 | +7,911  | 13      |
| 13     | LMP2    | #04 Crowdstrike Racing by APR                 | George Kurtz          | 1:41,951 | +7,920  | 14      |
| 14     | LMP2    | #51 Rick Ware Racing                          | Eric Lux              | 1:42,111 | +8,080  | 15      |
| 15     | LMP2    | #20 High Class Racing                         | Dennis Andersen       | 1:42,277 | +8,246  | 16      |
| 16     | LMP3    | #33 Sean Creech Motorsport                    | Nico Pino             | 1:43,197 | +9,166  | 20      |
| 17     | LMP3    | #36 Andretti Autosport                        | Dakota Dickerson      | 1:43,307 | +9,276  | 21      |
| 18     | LMP3    | #38 Performance Tech Motorsports              | Cameron Shields       | 1:43,351 | +9,320  | 22      |
| 19     | LMP3    | #43 MRS GT-Racing                             | Guilherme de Oliveira | 1:43,557 | +9,526  | 23      |
| 20     | LMP3    | #74 Riley                                     | Gar Robinson          | 1:43,840 | +9,809  | 24      |
| 21     | LMP3    | #85 JDC Miller MotorSports                    | Luca Mars             | 1:43,883 | +9,852  | 25      |
| 22     | LMP2    | #18 Era Motorsport                            | Dwight Merriman       | 1:43,965 | +9,934  | 17      |
| 23     | LMP3    | #87 FastMD Racing                             | Yu Kanamaru           | 1:44,237 | +10,206 | 26      |
| 24     | LMP3    | #13 AWA                                       | Orey Fidani           | 1:45,822 | +11,791 | 27      |
| 25     | GTD     | #57 Winward Racing                            | Philip Ellis          | 1:46,093 | +12,062 | 59      |
| 26     | LMP3    | #17 AWA                                       | Anthony Mantella      | 1:46,187 | +12,156 | 28      |
| 27     | GTD     | #75 Sun Energy 1                              | Fabian Schiller       | 1:46,312 | +12,281 | 29      |
| 28     | GTD     | #32 Team Korthoff Motorsports                 | Mikaël Grenier        | 1:46,705 | +12,674 | 30      |
| 29     | GTD Pro | #79 WeatherTech Racing                        | Maro Engel            | 1:46,784 | +12,753 | 31      |
| 30     | GTD Pro | #23 Heart of Racing Team                      | Ross Gunn             | 1:46,825 | +12,794 | 32      |
| 31     | GTD     | #93 Racers Edge Motorsports with WTR          | Kyle Marcelli         | 1:46,867 | +12,836 | 33      |
| 32     | GTD Pro | #14 Vasser Sullivan                           | Ben Barnicoat         | 1:46,923 | +12,892 | 34      |
| 33     | GTD     | #66 Gradient Racing                           | Mario Farnbacher      | 1:46,960 | +12,929 | 35      |
| 34     | GTD     | #70 Inception Racing                          | Marvin Kirchhöfer     | 1:46,979 | +12,948 | 36      |
| 35     | GTD     | #27 Heart of Racing Team                      | Roman De Angelis      | 1:47,088 | +13,057 | 37      |
| 36     | GTD     | #12 Vasser Sullivan                           | Aaron Telitz          | 1:47,361 | +13,330 | 38      |
| 37     | GTD Pro | #3 Corvette Racing                            | Antonio García        | 1:48,077 | +14,046 | 39      |
| 38     | GTD Pro | #64 TGM/TF Sport                              | Owen Trinkler         | 1:48,081 | +14,050 | 60      |
| 39     | GTD Pro | #63 Iron Lynx                                 | Andrea Caldarelli     | 1:48,233 | +14,202 | 40      |
| 40     | GTD     | #47 CETILAR RACING                            | Antonio Fuoco         | 1:48,309 | +14,278 | 41      |
| 41     | GTD     | #19 Iron Lynx                                 | Franck Perera         | 1:48,432 | +14,401 | 61      |
| 42     | GTD Pro | #95 Turner Motorsport                         | Bill Auberlen         | 1:48,505 | +14,474 | 45      |
| 43     | GTD     | #1 Paul Miller Racing                         | Madison Snow          | 1:48,526 | +14,495 | 46      |
| 44     | GTD     | #96 Turner Motorsport                         | Robby Foley           | 1:48,756 | +14,725 | 47      |
| 45     | GTD     | #44 Magnus Racing                             | John Potter           | 1:48,820 | +14,789 | 48      |
| 46     | GTD     | #16 Wright Motorsports                        | Jan Heylen            | 1:48,942 | +14,911 | 49      |
| 47     | GTD Pro | #9 Pfaff Motorsports                          | Laurens Vanthoor      | 1:48,977 | +14,946 | 50      |
| 48     | GTD     | #83 Iron Dames                                | Rahel Frey            | 1:48,991 | +14,960 | 51      |
| 49     | GTD     | #78 Forte Racing Powered by US RaceTronics    | Misha Goikhberg       | 1:49,075 | +15,044 | 52      |
| 50     | GTD     | #21 AF Corse                                  | Miguel Molina         | 1:49,265 | +15,234 | 53      |
| 51     | GTD     | #77 Wright Motorsports                        | Kévin Estre           | 1:49,358 | +15,327 | 54      |
| 52     | GTD     | #92 Kellymoss with Riley                      | Jeroen Bleekemolen    | 1:49,373 | +15,342 | 55      |
| 53     | GTD Pro | #62 Risi Competizione                         | Daniel Serra          | 1:49,495 | +15,464 | 56      |
| 54     | GTD     | #91 Kellymoss with Riley                      | Julien Andlauer       | 1:49,507 | +15,476 | 57      |
| 55     | GTD     | #80 AO Racing                                 | Harry Tincknell       | 1:49,644 | +15,613 | 58      |
| 56     | LMP2    | #8 Tower Motorsports                          | John Farano           | 1:49,679 | +15,648 | 18      |
| 57     | GTD     | #023 Triarsi Competizione                     | Alessio Rovera        | 1:49,763 | +15,732 | 59      |
| 58     | GTD     | #42 NTE Sport                                 | Don Yount             | 1:50,873 | +16,842 | 60      |
| 59     | LMP2    | #55 Proton Competition                        | Fred Poordad          | 1:50,969 | +16,938 | 19      |
| 60     | GTP     | #6 Porsche Penske Motorsports                 | —                     | —        | —       | 9       |
| 61     | GTD Pro | #53 MDK Motorsports                           | —                     | —        | —       | 58      |
| Źródła |         |                                               |                       |          |         |         |

## Rolex 24

### Sesje treningowe
| Klasa                          | Zespół                                        | Samochód                 | Czas           | Okr.           |
| Sesja pierwsza                 | Sesja pierwsza                                | Sesja pierwsza           | Sesja pierwsza | Sesja pierwsza |
| ------------------------------ | --------------------------------------------- | ------------------------ | -------------- | -------------- |
| GTP                            | #10 Konica Minolta Acura ARX-06               | Acura ARX-06             | 1:35,366       | 19             |
| LMP2                           | #52 PR1 Mathiasen Motorsports                 | Oreca 07                 | 1:38,302       | 27             |
| LMP3                           | #74 Riley                                     | Ligier JS P320           | 1:42,704       | 25             |
| GTD Pro                        | #64 TGM/TF Sport                              | Aston Martin Vantage GT3 | 1:47,010       | 24             |
| GTD                            | #57 Winward Racing                            | Mercedes-AMG GT3 Evo     | 1:46,763       | 26             |
| Sesja druga                    |                                               |                          |                |                |
| GTP                            | #02 Cadillac Racing                           | Cadillac V-LMDh          | 1:35,185       | 30             |
| LMP2                           | #52 PR1 Mathiasen Motorsports                 | Oreca 07                 | 1:38,615       | 38             |
| LMP3                           | #74 Riley                                     | Ligier JS P320           | 1:42,491       | 32             |
| GTD Pro                        | #79 WeatherTech Racing                        | Mercedes-AMG GT3 Evo     | 1:46,400       | 30             |
| GTD                            | #32 Team Korthoff Motorsports                 | Mercedes-AMG GT3 Evo     | 1:46,282       | 35             |
| Sesja trzecia                  |                                               |                          |                |                |
| GTP                            | #7 Porsche Penske Motorsports                 | Porsche 963              | 1:35,802       | 33             |
| LMP2                           | #88 AF Corse                                  | Oreca 07                 | 1:38,416       | 51             |
| LMP3                           | #36 Andretti Autosport                        | Ligier JS P320           | 1:42,559       | 27             |
| GTD Pro                        | #79 WeatherTech Racing                        | Mercedes-AMG GT3 Evo     | 1:46,011       | 48             |
| GTD                            | #32 Team Korthoff Motorsports                 | Mercedes-AMG GT3 Evo     | 1:46,177       | 27             |
| Sesja czwarta                  |                                               |                          |                |                |
| GTP                            | #31 Whelen Engineering Racing Cadillac V-LMDh | Cadillac V-LMDh          | 1:35,493       | 20             |
| LMP2                           | #11 TDS Racing                                | Oreca 07                 | 1:38,052       | 30             |
| LMP3                           | #36 Andretti Autosport                        | Ligier JS P320           | 1:43,191       | 20             |
| GTD Pro                        | #79 WeatherTech Racing                        | Mercedes-AMG GT3 Evo     | 1:46,651       | 13             |
| GTD                            | #32 Team Korthoff Motorsports                 | Mercedes-AMG GT3 Evo     | 1:46,375       | 13             |
| Sesja treningowa dla klasy GTP |                                               |                          |                |                |
| GTP                            | #01 Cadillac Racing                           | Cadillac V-LMDh          | 1:36,742       | 5              |

### Wyścig

#### Wyniki
Zwycięzcy klas są oznaczeni pogrubieniem.
| Poz.  | Klasa   | Zespół                                        | Kierowcy                                                            | Samochód                      | Opony | Okr. | Czas/Strata    |
| ----- | ------- | --------------------------------------------- | ------------------------------------------------------------------- | ----------------------------- | ----- | ---- | -------------- |
| 1     | GTP     | #60 Meyer Shank Racing w/ Curb Agajanian      | Tom Blomqvist Colin Braun Hélio Castroneves Simon Pagenaud          | Acura ARX-06                  | M     | 783  | 24:01:19,952   |
| 2     | GTP     | #10 Konica Minolta Acura ARX-06               | Ricky Taylor Filipe Albuquerque Louis Delétraz Brendon Hartley      | Acura ARX-06                  | M     | 783  | +4,190         |
| 3     | GTP     | #01 Cadillac Racing                           | Sébastien Bourdais Renger van der Zande Scott Dixon                 | Cadillac V-LMDh               | M     | 783  | +9,630         |
| 4     | GTP     | #02 Cadillac Racing                           | Earl Bamber Alex Lynn Richard Westbrook                             | Cadillac V-LMDh               | M     | 783  | +11,176        |
| 5     | GTP     | #31 Whelen Engineering Racing Cadillac V-LMDh | Pipo Derani Alexander Sims Jack Aitken                              | Cadillac V-LMDh               | M     | 771  | +12 okrążeń    |
| 6     | GTP     | #24 BMW M Team RLL                            | Philipp Eng Augusto Farfus Marco Wittmann Colton Herta              | BMW M Hybrid V8               | M     | 768  | +15 okrążeń    |
| 7     | LMP2    | #55 Proton Competition                        | Fred Poordad Francesco Pizzi James Allen Gianmaria Bruni            | Oreca 07                      | M     | 761  | +22 okrążenia  |
| 8     | LMP2    | #04 Crowdstrike Racing by APR                 | George Kurtz Ben Hanley Matt McMurry Esteban Gutiérrez              | Oreca 07                      | M     | 761  | +22 okrążenia  |
| 9     | LMP2    | #88 AF Corse                                  | François Perrodo Matthieu Vaxivière Julien Canal Nicklas Nielsen    | Oreca 07                      | M     | 761  | +22 okrążenia  |
| 10    | LMP2    | #35 TDS Racing                                | François Heriau Giedo van der Garde Josh Pierson Job van Uitert     | Oreca 07                      | M     | 761  | +22 okrążenia  |
| 11    | LMP2    | #8 Tower Motorsports                          | John Farano Scott McLaughlin Josef Newgarden Kyffin Simpson         | Oreca 07                      | M     | 759  | +24 okrążenia  |
| 12    | LMP2    | #51 Rick Ware Racing                          | Eric Lux Devlin DeFrancesco Austin Cindric Pietro Fittipaldi        | Oreca 07                      | M     | 758  | +25 okrążeń    |
| 13    | LMP2    | #52 PR1 Mathiasen Motorsports                 | Ben Keating Paul-Loup Chatin Alex Quinn Nicolas Lapierre            | Oreca 07                      | M     | 757  | +26 okrążeń    |
| 14    | GTP     | #7 Porsche Penske Motorsports                 | Matt Campbell Felipe Nasr Michael Christensen                       | Porsche 963                   | M     | 749  | +34 okrążenia  |
| 15    | LMP3    | #17 AWA                                       | Anthony Mantella Wayne Boyd Nicolás Varrone Thomas Merrill          | Duqueine M30 - D08            | M     | 737  | +46 okrążeń    |
| 16    | GTD     | #27 Heart of Racing Team                      | Roman De Angelis Marco Sørensen Ian James Darren Turner             | Aston Martin Vantage GT3      | M     | 729  | +54 okrążenia  |
| 17    | GTD Pro | #79 WeatherTech Racing                        | Cooper MacNeil Daniel Juncadella Jules Gounon Maro Engel            | Mercedes-AMG GT3 Evo          | M     | 729  | +54 okrążenia  |
| 18    | GTD     | #44 Magnus Racing                             | John Potter Andy Lally Spencer Pumpelly Nicki Thiim                 | Aston Martin Vantage GT3      | M     | 729  | +54 okrążenia  |
| 19    | GTD Pro | #3 Corvette Racing                            | Antonio García Jordan Taylor Tommy Milner                           | Chevrolet Corvette C8.R GTD   | M     | 729  | +54 okrążenia  |
| 20    | GTD Pro | #14 Vasser Sullivan                           | Jack Hawksworth Ben Barnicoat Mike Conway                           | Lexus RC F GT3                | M     | 729  | +54 okrążenia  |
| 21    | GTD     | #70 Inception Racing                          | Brendan Iribe Frederik Schandorff Ollie Millroy Marvin Kirchhöfer   | McLaren 720S GT3              | M     | 729  | +54 okrążenia  |
| 22    | GTD     | #66 Gradient Racing                           | Sheena Monk Katherine Legge Mario Farnbacher Marc Miller            | Acura NSX GT3 Evo 22          | M     | 729  | +54 okrążenia  |
| 23    | GTD     | #12 Vasser Sullivan                           | Aaron Telitz Frankie Montecalvo Kyle Kirkwood Parker Thompson       | Lexus RC F GT3                | M     | 728  | +55 okrążeń    |
| 24    | GTD Pro | #63 Iron Lynx                                 | Andrea Caldarelli Mirko Bortolotti Jordan Pepper Romain Grosjean    | Lamborghini Huracán GT3 Evo 2 | M     | 728  | +55 okrążeń    |
| 25    | GTD Pro | #9 Pfaff Motorsports                          | Klaus Bachler Patrick Pilet Laurens Vanthoor                        | Porsche 911 GT3 R (992)       | M     | 728  | +55 okrążeń    |
| 26    | GTD     | #93 Racers Edge Motorsports with WTR          | Ashton Harrison Danny Formal Kyle Marcelli Ryan Briscoe             | Acura NSX GT3 Evo 22          | M     | 727  | +56 okrążeń    |
| 27    | GTD     | #78 Forte Racing Powered by US RaceTronics    | Misha Goikhberg Loris Spinelli Benja Hites Marco Mapelli            | Lamborghini Huracán GT3 Evo 2 | M     | 726  | +57 okrążeń    |
| 28    | GTD     | #1 Paul Miller Racing                         | Bryan Sellers Madison Snow Corey Lewis Maxime Martin                | BMW M4 GT3                    | M     | 726  | +57 okrążeń    |
| 29    | LMP3    | #33 Sean Creech Motorsport                    | Lance Willsey João Barbosa Nico Pino Nolan Siegel                   | Ligier JS P320                | M     | 725  | +58 okrążeń    |
| 30    | GTD     | #16 Wright Motorsports                        | Ryan Hardwick Jan Heylen Zacharie Robichon Dennis Olsen             | Porsche 911 GT3 R (992)       | M     | 723  | +60 okrążeń    |
| 31    | LMP3    | #38 Performance Tech Motorsports              | John DeAngelis Christopher Allen Connor Bloum Cameron Shields       | Ligier JS P320                | M     | 721  | +62 okrążenia  |
| 32    | GTD     | #023 Triarsi Competizione                     | Onofrio Triarsi Charles Scardina Alessio Rovera Andrea Bertolini    | Ferrari 296 GT3               | M     | 719  | +64 okrążenia  |
| 33    | GTD     | #77 Wright Motorsports                        | Alan Brynjolfsson Trent Hindman Maxwell Root Kévin Estre            | Porsche 911 GT3 R (992)       | M     | 719  | +64 okrążenia  |
| 34    | GTD Pro | #53 MDK Motorsports                           | Mark Kvamme Trenton Estep Jan Magnussen Jason Hart                  | Porsche 911 GT3 R (992)       | M     | 717  | +66 okrążeń    |
| 35    | LMP3    | #13 AWA                                       | Orey Fidani Matthew Bell Lars Kern Moritz Kranz                     | Duqueine M30 - D08            | M     | 717  | +66 okrążeń    |
| 36    | GTD Pro | #23 Heart of Racing Team                      | Ross Gunn Alex Riberas David Pittard                                | Aston Martin Vantage GT3      | M     | 716  | +67 okrążeń    |
| 37    | LMP3    | #85 JDC Miller MotorSports                    | Till Bechtolsheimer Tijmen van der Helm Luca Mars Mason Filippi     | Duqueine M30 - D08            | M     | 715  | +68 okrążeń    |
| 38    | GTD     | #19 Iron Lynx                                 | Claudio Schiavoni Rolf Ineichen Raffaele Giammaria Franck Perera    | Lamborghini Huracán GT3 Evo 2 | M     | 714  | +69 okrążeń    |
| 39 NU | GTD     | #57 Winward Racing                            | Russell Ward Philip Ellis Indy Dontje Daniel Morad                  | Mercedes-AMG GT3 Evo          | M     | 710  | Nie ukończyli  |
| 40    | GTD     | #80 AO Racing                                 | P.J. Hyett Sebastian Priaulx Gunnar Jeannette Harry Tincknell       | Porsche 911 GT3 R (992)       | M     | 710  | +73 okrążenia  |
| 41    | GTD     | #32 Team Korthoff Motorsports                 | Mike Skeen Mikaël Grenier Kenton Koch Maximilian Götz               | Mercedes-AMG GT3 Evo          | M     | 709  | +74 okrążenia  |
| 42 NU | GTP     | #6 Porsche Penske Motorsports                 | Mathieu Jaminet Nick Tandy Dane Cameron                             | Porsche 963                   | M     | 700  | Nie ukończyli  |
| 43    | GTD     | #91 Kellymoss with Riley                      | Alan Metni Kay van Berlo Jaxon Evans Julien Andlauer                | Porsche 911 GT3 R (992)       | M     | 699  | +84 okrążenia  |
| 44    | GTD     | #96 Turner Motorsport                         | Patrick Gallagher Robby Foley Michael Dinan Jens Klingmann          | BMW M4 GT3                    | M     | 695  | +88 okrążeń    |
| 45    | GTD Pro | #64 TGM/TF Sport                              | Ted Giovanis Hugh Plumb Matt Plumb Owen Trinkler                    | Aston Martin Vantage GT3      | M     | 674  | +109 okrążeń   |
| 46    | GTD     | #83 Iron Dames                                | Rahel Frey Sarah Bovy Michelle Gatting Doriane Pin                  | Lamborghini Huracán GT3 Evo 2 | M     | 659  | +124 okrążenia |
| 47 NU | GTD     | #21 AF Corse                                  | Simon Mann Luís Pérez Companc Miguel Molina Francesco Castellacci   | Ferrari 296 GT3               | M     | 655  | Nie ukończyli  |
| 48    | GTP     | #25 BMW M Team RLL                            | Connor De Phillippi Nick Yelloly Sheldon van der Linde Colton Herta | BMW M Hybrid V8               | M     | 652  | +131 okrążeń   |
| 49 NU | LMP2    | #20 High Class Racing                         | Dennis Andersen Ed Jones Anders Fjordbach Raffaele Marciello        | Oreca 07                      | M     | 646  | Nie ukończyli  |
| 50 NU | GTD Pro | #95 Turner Motorsport                         | Bill Auberlen Chandler Hull Bruno Spengler John Edwards             | BMW M4 GT3                    | M     | 635  | Nie ukończyli  |
| 51 NU | LMP3    | #87 FastMD Racing                             | Yū Kanamaru Antonio Serravalle Nick Boulle James Vance              | Duqueine M30 - D08            | M     | 618  | Nie ukończyli  |
| 52 NU | LMP2    | #18 Era Motorsport                            | Dwight Merriman Ryan Dalziel Christian Rasmussen Oliver Jarvis      | Oreca 07                      | M     | 510  | Nie ukończyli  |
| 53 NU | LMP3    | #36 Andretti Autosport                        | Jarett Andretti Gabby Chaves Dakota Dickerson Rasmus Lindh          | Ligier JS P320                | M     | 371  | Nie ukończyli  |
| 54 NU | LMP3    | #43 MRS GT-Racing                             | Sebastián Álvarez James French Guilherme de Oliveira Danial Frost   | Ligier JS P320                | M     | 368  | Nie ukończyli  |
| 55 NU | GTD     | #42 NTE Sport                                 | Robert Megennis Jaden Conwright Kerong Li Alessio Deledda           | Lamborghini Huracán GT3 Evo 2 | M     | 356  | Nie ukończyli  |
| 56 NU | GTD Pro | #62 Risi Competizione                         | Alessandro Pier Guidi James Calado Daniel Serra Davide Rigon        | Ferrari 296 GT3               | M     | 349  | Nie ukończyli  |
| 57 NU | GTD     | #92 Kellymoss with Riley                      | David Brule Alec Udell Andrew Davis Jeroen Bleekemolen              | Porsche 911 GT3 R (992)       | M     | 278  | Nie ukończyli  |
| 58 NU | LMP2    | #11 TDS Racing                                | Steven Thomas Mikkel Jensen Scott Huffaker Rinus VeeKay             | Oreca 07                      | M     | 249  | Nie ukończyli  |
| 59 NU | GTD     | #75 Sun Energy 1                              | Kenny Habul Luca Stolz Fabian Schiller Axcil Jefferies              | Mercedes-AMG GT3 Evo          | M     | 233  | Nie ukończyli  |
| 60 NU | LMP3    | #74 Riley                                     | Gar Robinson Felipe Fraga Josh Burdon Glenn van Berlo               | Ligier JS P320                | M     | 89   | Nie ukończyli  |
| 61 NU | GTD     | #47 CETILAR RACING                            | Roberto Lacorte Giorgio Sernagiotto Antonio Fuoco Alessandro Balzan | Ferrari 296 GT3               | M     | 44   | Nie ukończyli  |

#### Statystyki

##### Najszybsze okrążenie
| Klasa   | Kierowca       | Zespół                                   | Czas     | Okr. |
| ------- | -------------- | ---------------------------------------- | -------- | ---- |
| GTP     | Tom Blomqvist  | #60 Meyer Shank Racing w/ Curb Agajanian | 1:35,616 | 6    |
| LMP2    | Alex Quinn     | #52 PR1 Mathiasen Motorsports            | 1:39,205 | 66   |
| LMP3    | Nolan Siegel   | #33 Sean Creech Motorsport               | 1:43,265 | 634  |
| GTD Pro | Jules Gounon   | #79 WeatherTech Racing                   | 1:45,541 | 106  |
| GTD     | Marco Sørensen | #27 Heart of Racing Team                 | 1:46,078 | 358  |
| Źródło  |                |                                          |          |      |